# Teuchitlán
Teuchitlán es una localidad mexicana ubicada en el estado de Jalisco, cabecera del municipio homónimo.

## Etimología
Teuchitlán se deriva de la voz Teotzitlán o Teutzitlán que se interpreta como «lugar dedicado a la divinidad», «lugar del dios Tenoch» o «lugar dedicado al dios reverenciado».

## Clima
El clima de Teuchitlán es subtropical, semiárido, con una temperatura media de 21 °C con una máxima de 29.7 °C y una mínima de 13 °C, con inviernos y primaveras secos. La temporada de precipitaciones se extiende entre los meses de junio a septiembre.

## Hidrología

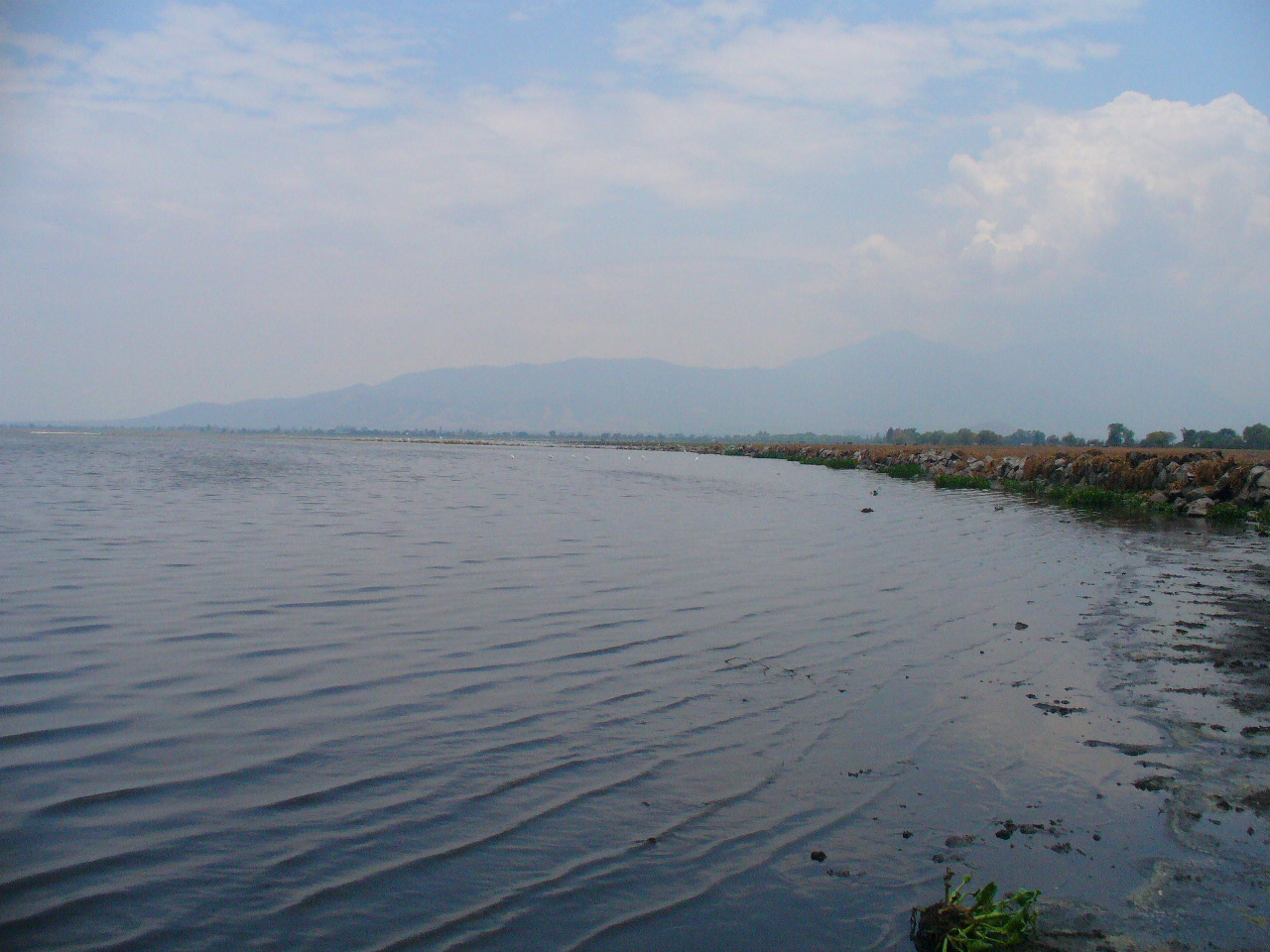
Laguna de Teuchitlán.

Teuchitlán cuenta con varios elementos hidrográficos significativos en su territorio, al encontrase al costado de la antigua Laguna de La Vega en donde se encontraron chinanpas (hoy Presa de La Vega). Los afluentes significativos del municipio son el Río Salado, los arroyos Chapulimita, Los Otates y El Agüilote que desembocan todos en dicha Presa de La Vega.
El poblado de Teuchitlán se localiza junto a una serie de manantiales conocidos como Manantiales del Rincón.

## Arqueología
Teuchitlán es conocido por la presencia de un centro ceremonial prehispánico, llamado Guachimontones,  en honor del cerro homónino que es su localización. Este centro ha sido sólo recientemente excavado (a partir de 1999), estudiado y parcialmente restaurado por un equipo mixto de arqueólogos locales y extranjeros, dirigido por el arqueólogo de la Universidad de Illinois, Philip Clayton Weigand Moore.

## Gastronomía
Su principal platillo son las ancas de rana cocinadas de varias maneras, como a la diabla, empanizadas, caldo, zarandeadas y otros platillos a base de pescado y mariscos sin olvidar los antojitos mexicanos: mole, carne en su jugo, birria, pozole, enchiladas, sopes y hasta tortas ahogadas, así como bebidas como el tequila y el tejuino sin olvidar los tacos de al pastor.

## Patrimonio Cultural de la Humanidad

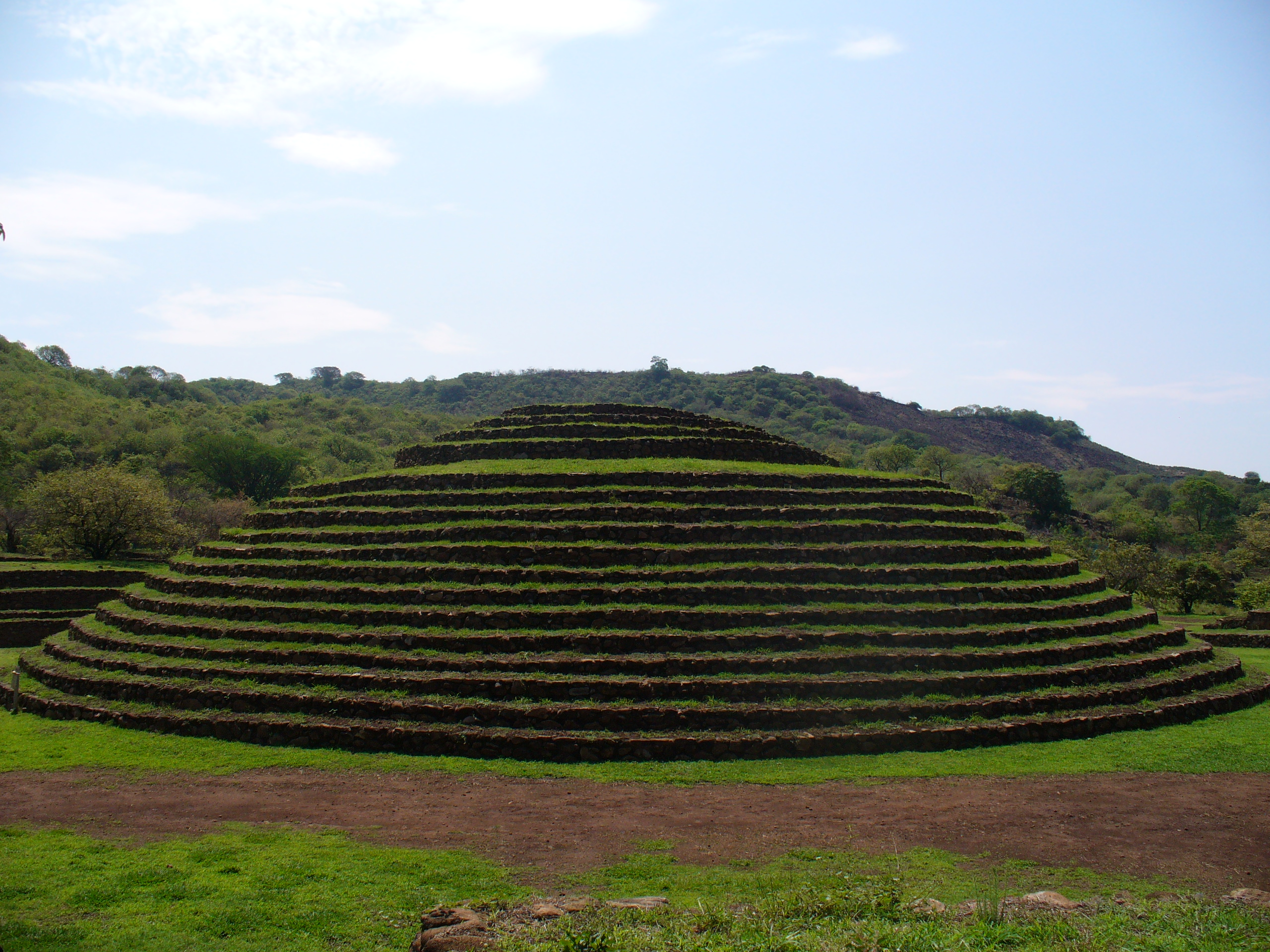
"La Iguana" en el centro ceremonial de los Guachimontones.

El 12 de julio de 2006, la zona que incluye Teuchitlán, 34.658 hectáreas entre el pie del Volcán Tequila y el profundo cañón del río Grande de Santiago, y su lugar cultural Guachimontones, ha entrado a formar parte de la Lista del Patrimonio Mundial junto a otros parajes del mundo por decisión del Comité del Patrimonio Mundial de la Unesco, en su sede en Vilna, Lituania; en la reunión anual de 2006, bajo el nombre de Paisaje agavero y antiguas instalaciones industriales de Tequila, ya que según la tradición, en Teuchitlán se instaló la primera tequilera del mundo.